# シメイ (ビール)
シメイ (Chimay) はベルギーのシメイにあるスクールモン修道院で醸造されるトラピストビールの名称である。

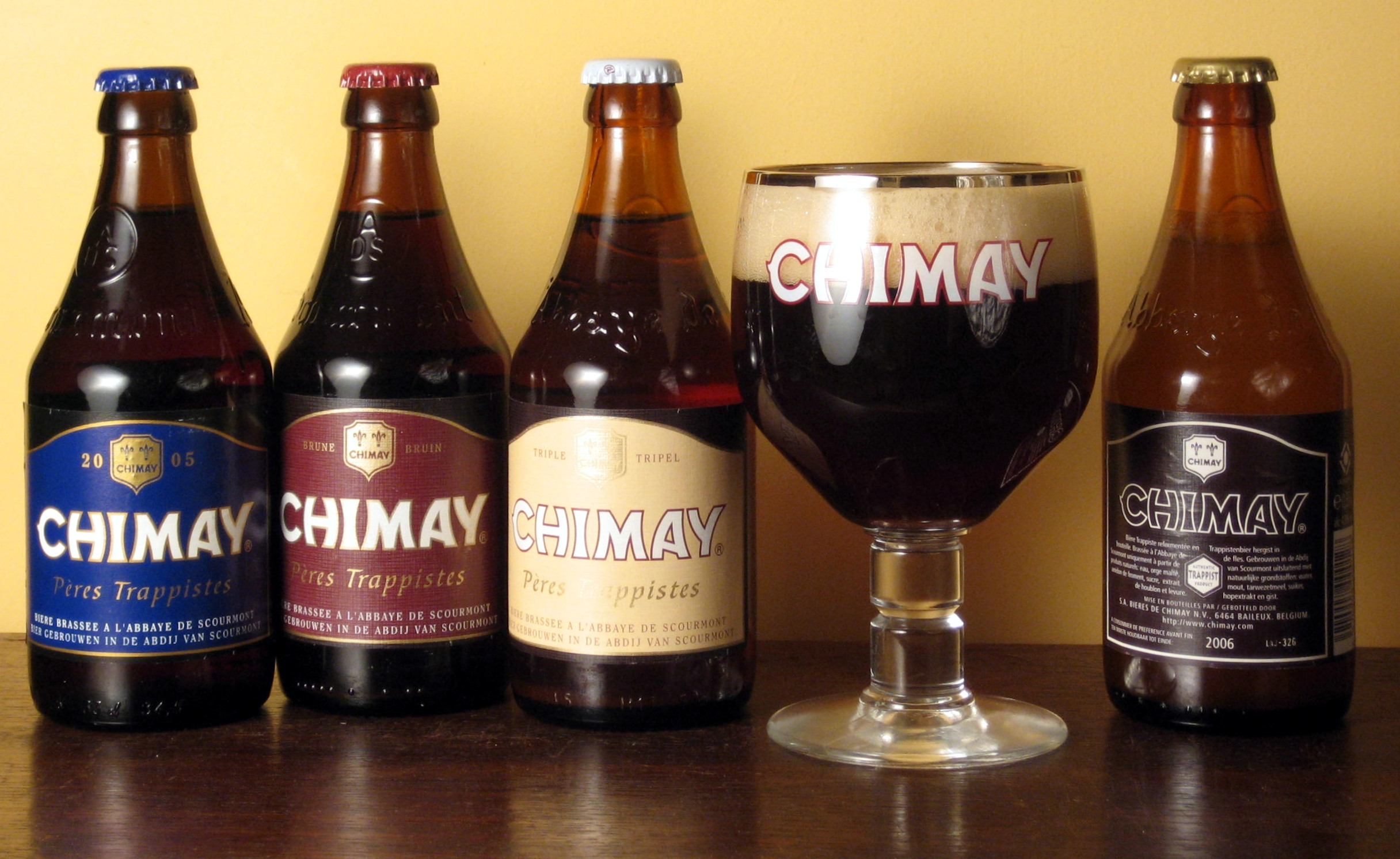
シメイの4種の瓶とグラスに入ったシメイ・ブルー

## 背景
中世からビール自体の生産は行われていたが、トラピストビールとしての生産がシメイ醸造所にて始まったのは1862年からとなっており、当初は地域の失業者を雇用する目的であったと伝えられている。1876年からはチーズ（シメイ (チーズ)）の製造も行うようになった。他のトラピストビールと同様、シメイの販売による利益は、修道院の活動および地域の開発にのみ当てられている。
製造は修道院内の醸造所で行われ、院内に設置された井戸水が使われる。製造過程で出る、麦汁を作った後の麦のカスなどはチーズを作る雌牛の飼料に利用されている。醸造後、発酵を終えたビールは12km離れた工場へ輸送されて瓶に詰められる。この瓶詰め工場では1時間に4万本を瓶に詰める能力をもっている。そうして瓶詰めされたビールは3週間程の再発酵期間を経ながら世界中へと送られる。

## 種類
シメイとして4種類あり。ルージュ、トリプル、ブルーは一般販売されるが、ドレーのみ修道院内での飲用と近郊のカフェ等での限定提供が基本的である。
シメイ・ルージュ (La Chimay Rouge)
アルコール度7%。通称レッド。シメイの中で最も歴史が古く、他のシメイの元になったと言われている。名称はレッド（ルージュ）だが種類はブラウンビールにあたる。黒すぐり（カシス）のフルーティーな香味が特徴。適度に円熟されたコクと爽やかな味わいのバランスがとれているため、シメイの中では最も万人向けとされる。ラージボトルはシメイ・プルミエールと称される。
シメイ・トリプル (La Chimay Triple)
アルコール度8%。通称ホワイト。他のビールの3～4倍のホップを使用しているため、ホップの芳醇な香りが強く、味は苦みばしったキレがある。ラージボトルはシメイ・サンク・サンと称される。
シメイ・ブルー (La Chimay Bleue)
アルコール度9%。通称ブルー。麦の豊かな香りと、濃厚な苦みとコクを持っているのが特徴。色は深い焦茶色。ラベルにはビンテージ（製造年）が入っている。数年に渡り熟成保存でき、生きた酵母の働きで味わいが変化する。容量が大きいマグナムボトルは、発酵熟成そして味が安定している。ビンテージごとの味わいに違いがあるが、1年1回の生産でないため、ワインほどの差はない。330mℓの他に750mℓ、1.5ℓ、3ℓの種類があり、750mℓ以上のものは「グランド・レゼルヴ」と呼ばれる。
シメイ・ドレー (Chimay Dorée)
アルコール度4.8%。通称ブラック。シメイ・ルージュと同じものから作られるが、スパイスを加え軽く仕上げたものとなっている。色合いもシメイ・ルージュより明るい。
それぞれマグナムボトル（1.5リットル）とラージボトル（大瓶0.75リットル）には、コルク栓が使われている。小瓶は0.33リットル。